# Quadricoma eurycricus
Quadricoma eurycricus is een rondwormensoort uit de familie van de Desmoscolecidae. De wetenschappelijke naam van de soort is voor het eerst geldig gepubliceerd in 1922 door Filipjev.